# Märsön
Märsön – miejscowość (tätort) w Szwecji, w regionie administracyjnym (län) Uppsala, w gminie Enköping.
Według danych Szwedzkiego Urzędu Statystycznego liczba ludności wyniosła: 220 (31 grudnia 2018) i 217 (31 grudnia 2019).